# Il giglio nelle tenebre
Il giglio nelle tenebre (Die Liebe der Jeanne Ney) è un film del 1927 diretto da Georg Wilhelm Pabst.

## Trama
Dalla Crimea, dove si consumano gli ultimi atti della rivoluzione bolscevica, sino a Parigi, l'amore di Jeanne Ney per il giovane rivoluzionario Andreas deve affrontare gli intrighi del vizioso, viscido, perverso Khalibiev. Costui, dopo essere stato responsabile della morte del padre di Jeanne, da lui coinvolto in attività controrivoluzionarie, incontra di nuovo la giovane nella capitale francese, dove ella ha trovato un impiego come segretaria presso lo zio Raymond, persona avida e gretta, a capo di un'agenzia di investigazioni private. Fingendo un interessamento per la figlia cieca di questi, Khalibiev cerca ripetutamente di insidiare Jeanne.
Ma nulla può contro l'amore di lei per Andreas, sorto in Russia prima della rivoluzione, e riaccesosi durante il loro breve incontro in Crimea; tanto più ora che il giovane è stato inviato in Francia con compiti diplomatici.
Tuttavia, grazie alle sue frequentazioni dell'agenzia investigativa, Khalibiev, dopo aver ucciso Raymond Ney, riesce ad entrare in possesso di un prezioso diamante, seminando indizi che conducano ad incolpare il russo. Casualmente, quella stessa notte, ha incontrato la giovane coppia in un alberghetto di Montparnasse. Jeanne, dopo aver cercato ed inseguito Khalibiev per ottenere una testimonianza a discolpa del fidanzato, scopre in lui l'autore del crimine.

## Il romanzo e il film
Tratto dal romanzo del 1924 di Il'ja Ehrenburg di cui nella versione tedesca conserva il titolo, il film se ne discosta sotto molti aspetti. In parte ciò è dovuto alle strategie commerciali dell'UFA, tendenti a competere con le produzioni americane e con la loro straordinaria capacità di penetrazione nei mercati europei, imitandone le caratteristiche. Così il tragico finale del libro, in cui Jeanne, nel vano tentativo di salvare l'amante, era costretta a concedersi a Khalibiev, si trasforma nel film in un esito a lieto fine in cui la donna non solo riesce a resistere al ricatto dell'avventuriero, ma lo smaschera e salva Andreas. Un esito che riduce il valore simbolico di Khalibiev, quale " incarnazione delle forze malvagie che fanno strage, nei periodi di transizione, quando tutti i valori sono sconvolti". Influenze del cinema americano si avvertono anche nella descrizione dell'ambiente e dei caratteri dei personaggi dell'agenzia investigativa.
Più rispondenti ad esigenze di mobilitazione ideologica appaiono altre evidenti discordanze rispetto al romanzo dello scrittore sovietico. Così un'inattesa visita in chiesa del bolscevico Andreas con la compagna e l'attenzione molto maggiore rivolta alle sue attività di propaganda ed eversione in terra francese.
In un articolo sulla Frankfurter Zeitung del 29 febbraio 1928, Il'ja Ehrenburg espresse pubblicamente la sua disapprovazione.

## Lo stile
Ma, pur con concessioni al melodramma, ad esempio nella descrizione del contrastato amore dei due protagonisti o della pietosa figura della figlia cieca dell'investigatore (Brigitte Helm), Georg Wilhelm Pabst si propone, anche in questo film come il caposcuola della Neue Sachlichkeit. Così la sua ricerca di adesione alla realtà lo porta, per le scene dell'orgia iniziale della soldataglia bianca, a reclutare, per 12 marchi al giorno, 120 reduci russi e, dopo averli riforniti di donne ed abbondanti libagioni, ad attendere pazientemente di riprodurre i loro eccessi. A volte, i protagonisti, nelle piazze come nelle stazioni, inghiottiti nello scorrere della vita quotidiana della città, quasi scompaiono. ("A differenza dei suoi predecessori, Pabst mette in movimento la macchina per fotografare le casuali configurazioni della vita reale.")
La mobilità della macchina da presa, sin dal piano-sequenza iniziale che, dalle scarpe al volto, passando per un tavolino con bottiglie vuote e mozziconi sparsi di sigaretta, introduce la figura del perverso Khalibiev, è funzionale a questa perlustrazione della realtà nei suoi più intimi recessi. E così, in una successiva carrellata circolare, introdotta da una dissolvenza in cui la corona imperiale lascia il posto al ritratto di Lenin, siamo condotti attraverso una costellazione di volti ed atteggiamenti di soldati e popolane sino all'ingresso da cui entra Zacharkiewicz, che, seguito da una moltitudine di postulanti, ci riaccompagna al tavolo dei commissari dove con l'amico Andreas organizza il salvataggio di Jeanne, compromessa dalle attività controrivoluzionarie del padre.
Anche l'uso serrato del montaggio (in una scena neppure troppo significativa come quella in cui "Khalibiev vende al padre di Jeanne l'elenco degli agenti bolscevichi [...] che dura 3 minuti [...] benché non ci si renda quasi conto degli stacchi [...] ci sono 40 inquadrature) risponde a questa esigenza di verità nella descrizione. Kracauer sottolinea come ciò allontani il regista dalla scuola sovietica del montaggio, con i suoi intenti dialettici e propagandistici, dalla quale pure fu influenzato.
Determinante è il contributo del fotografo Fritz Arno Wagner, una delle grandi maestranze di una scuola che, all'epoca - siamo nell'anno del primo film sonoro -, aveva esplorato a fondo le capacità tecniche ed espressive del mezzo cinematografico, prima dell'involuzione legata all'introduzione della nuova tecnologia.

## Distribuzione
In Germania, il film fu presentato all'U.T. Kurfürstendamm di Berlino il 6 dicembre 1927.